# Et dukkehjem
 For alternative betydninger, se Et dukkehjem (flertydig). (Se også artikler, som begynder med Et dukkehjem)
Et dukkehjem er et drama af den norske dramatiker og digter Henrik Ibsen. Stykket udkom d. 4. december 1879 på Gyldendalske Boghandels Forlag i København og havde premiere d. 21. december samme år på Det Kongelige Teater.

## Handling
Et ungt ægtepar, Thorvald Helmer (jurist i et ministerium) og hans kone Nora, der er opdraget til at repræsentere i et borgerligt ægteskab. Ambitiøst vælger Helmer at blive selvstændig sagfører, men overanstrenger sig livsfarligt. Lægen tilråder et kurophold, noget det unge par slet ikke har midler til. Helmer ville heller aldrig drømme om at optage et lån. "Der kommer noget ufrit, og altså også noget uskønt, over det hjem, der grundes på lån og gæld," hævder han. Men Nora indser alvoren i situationen og optager i hemmelighed et lån. Overfor Helmer lyver hun og siger, at hun fik pengene af sin døende far. I virkeligheden har hun forfalsket sin fars underskrift som kaution/sikkerhed for lånet hos jurist Krogstad.
Helmer kommer rask tilbage fra sit kurophold parat til en ny stilling som højtlønnet bankdirektør. Noras kreditor Krogstad har en underordnet stilling i den bank, som Helmer skal overtage ledelsen af. Helmer har besluttet at afskedige Krogstad og hjælpe Noras veninde, der er arbejdsløs til Krogstads stilling. Men der er flere grunde til, at Helmer vil af med Krogstad: Han skrev en gang falsk, og ikke mindst var han og Helmer i sin tid dusbrødre: Det er generende, når han nu skal være Krogstads overordnede.
Krogstad presser Nora. Hvis hun ikke overtaler sin mand til at lade ham blive i banken, vil han afsløre, at Helmers kurophold blev betalt, fordi hans kone skrev falsk. Helmer bliver ude af sig selv, da han har læst Krogstads brev med afsløringen. Han fordømmer sin kone og går ikke mindst i panik fordi, han kan opfattes som medskyldig. Noras forbrydelse må altså holdes skjult; de må fortsat være gift og bo sammen, men hun får ikke lov til at have med sine børn at gøre.
Så løses det hele, fordi Krogstad og Noras veninde bliver et par. I sin nyfundne lykke giver Krogstad Nora gældsbrevet tilbage. Lettet fortryder Helmer alt det, han har bebrejdet Nora: "Hvil dig trygt ud; jeg har brede vinger til at dække dig med. Å, hvor vort hjem er lunt og smukt, Nora!" Hun er imidlertid dybt skuffet over ham. Hun mener ikke selv, hun har gjort noget forkert. Hendes handling skyldtes en fortvivlet situation, ikke kriminelt sindelag. Hun indser, at hun nærmest har været en dukke, som hendes mand legede med, når han ellers var i humør til det. Nu forlader hun ham, for har hun haft pligter som hustru og mor, har hun også pligter over for sig selv. Hun forlader derfor sit hjem, mens Helmer sidder forvirret tilbage.

## Uropførelsen
Uropførelsen af Et dukkehjem var på Det Kongelige Teater i København, hvor det havde premiere d. 21. december 1879. Forestillingen, som var instrueret af H. P. Holst, og havde Betty Hennings og Emil Poulsen i hovedrollerne som Nora og Thorvald, havde stor succes og spillede for fuldt hus.

## Alternative versioner
Fra Tyskland kom der krav om en anden afslutning af stykket, så Nora blev i sit hjem. Ibsen skrev derfor en alternativ slutning, og i et åbent brev til den danske avis Nationaltidende, dateret 17. februar 1880, forklarede han sin beslutning:
"Straks efter at Nora [stykkets tyske navn er Nora oder ein Puppenheim] var udkommet, erholdt jeg fra min oversætter og forretningsfører ligeoverfor de nordtyske theatre, herr Wilhelm Lange i Berlin, en meddelelse om at han havde grunde til at befrygte, at det vilde udkomme en anden oversættelse eller "bearbejdelse" af stykket med forandret slutning, og at denne rimeligvis vilde blive foretrukket ved adskillige nordtyske theatre. For at forebygge en sådan mulighed, sendte jeg min oversætter og forretningsfører til afbenyttelse i nødsfald et utkast til ændring, ifølge hvilken Nora ikke kommer ud af huset, men af Helmer tvinges hen i døren til børnenes sovekammer; her veksles et par replikker, Nora synker sammen ved døren og tæppet falder. Denne forandring har jeg selv til min oversætter betegnet som en "barbarisk voldshandling" imod stykket. Det er altså aldeles imod mit ønske, når der gøres brug af den; men jeg nærer det håb, at den ikke vil blive benyttet ved ret mange tyske theatre. Så længe der ikke afsluttes nogen literær konvention mellem Tyskland og de skandinaviske lande, er vi nordiske forfattere aldeles retsløse her nede, ligesom jo de tyske forfattere er det hos os."
Den tyske urpremiere fandt sted i Flensborg 6. februar 1880 i denne alternative version, og fik gode anmeldelser. I Tysklands storbyer blev stykket spillet med den kendte tyske skuespillerinde Hedwig Niemann-Raabe som Nora. Hun var blandt dem, der havde presset den alternative afslutning frem, med den begrundelse, at hun ikke selv kunne have forladt sine børn på den måde. Opsætningen blev spillet i Hamburg, Hannover og Berlin, men uden succes. Ved Residenztheater i Berlin kom det til åbne protester mod omskrivningen af stykket. Truppen gav efter for presset og besluttede at spille stykket med den oprindelige afslutning.
Skuespillets to versioner blev opført side om side ved flere teatre i Europa og USA. Omkring ti år efter de første opførelser blev Ibsen bedt om at godkende en italiensk version af den alternative slutning. Denne gang nægtede han, og skrev: "Jeg kan næsten sige, at netop for slutningsscenens skyld er det hele stykke skrevet."
Går vi til manuskriptmaterialet til Et dukkehjem, finder vi yderligere en version. I et tidligt udkast til stykket hedder det, at det er mændenes love, der gælder i samfundet. Den kvindelige hovedperson har en anden opfatning af ret og galt, og det antydes, at hun til sidst tager sit liv.

## Inspirationer til Nora
Forfatterinden Laura Kieler fra Steinkjer anses for at have inspireret Ibsen til Nora. Lauras mand, Victor Kieler, fik tuberkulose og måtte til syden for at blive rask. Uden hans vidende tog Laura et lån - det var på den tid forbudt for en gift kvinde. Hendes mand blev rask, og hun mente, hun kunne tjene nok på sit skriveri til at betale sin gæld. I stedet for blev hun tvunget til at optage et nyt lån. Laura befandt sig i en desperat situation, og bad Ibsen om hjælp til at få udgivet en af sine romaner, men han ville ikke - manuskriptet var for svagt. Så kom sandheden for en dag. Victor Kieler forlangte separation og nægtede også sin kone samværsret til børnene. Laura fik et sammenbrud og tilbragte en måned på et psykiatrisk sygehus. Et par år senere bad manden hende dog om at komme hjem, hvad hun godtog for at kunne være sammen med sine børn. Fordi Laura Kieler var så kendt, kunne folk nemt genkende hendes skæbne i Et dukkehjem. Hun forsøgte derfor at få Ibsen til at benægte, at hun var model for Nora. Det ville han ikke, hvad der påførte Laura Kieler alvorlige problemer. I 1891 opsøgte hun Ibsen en sidste gang, og bebrejdede ham hans misbrug af hende i skuespillet. Dette møde anses som en vigtig inspirationskilde til hans sidste skuespil Når vi døde vågner fra 1899, hvor billedhuggeren Arnold Rubek bebrejdes af sin tidligere model Irene for at have ødelagt hendes liv. Flere replikker fra Ibsens sidste samtale med Kieler genfindes angiveligt i stykket, og samstemmer med hendes norske udtryksmåde.
Den norske maler Johan Nielssen og hans østrigske kone Clemence kendte også Ibsen. Nielssen hævdede senere med bitterhed, at Ibsen havde brugt Clemence som model for Elida Wangel i stykket Fruen fra havet, om kvinden, der forlader sin mand for en anden. Clemence selv skal have identificeret sig med Nora, efter at hun fik førsteudgaven af Et dukkehjem forærende af Ibsen juleaften 1879, og Ibsen skulle også have bedt hende om at vurdere forskellen "mellem at være den fraskilte fru N, og den ansete hr. Ns hustru."

## Trivia
Ibsens søn Sigurd og hans kone Bergliot fik en datter i 1905. De var enige om, at barnet skulle opkaldes efter Nora, men da indvendte Ibsen, at Nora kun var et kælenavn, så barnet måtte opkaldes rigtigt og døbes Eleonora, selv om dette navn aldrig nævnes i skuespillet.
Ibsens oldebarn skuespilleren Joen Bille fortalte til Johannes Møllehaves kone, at Ibsen i sin første version af stykket faktisk lod Nora blive hos Helmer, efter at Helmer havde trukket hende ind i børneværelset og vist hende de sovende børn. Ibsens kone Suzannah var imidlertid helt uenig i, at dette skulle holde Nora tilbage i et så sørgeligt ægteskab. "Nora går!" råbte hun. "Nora bliver!" skal Ibsen have råbt, og sådan fortsatte det i to uger, til Suzannah råbte: "Enten går Nora, eller så går JEG!" Og så lod Ibsen Nora gå.
På kinesisk er feminisme opkaldt efter Ibsens Nora og hedder nuola zhuyi - direkte oversat "noraisme".
The Beatles huskes blandt andet for The White Album. Pladens arbejdstitel havde været A Doll's House efter Ibsens skuespil, men navnet blev besluttet ændret, da gruppen Family i juli 1968 udsendte sit debut-album Music In A Doll's House.

## Modtagelse
Tekst mangler, hjælp os med at skrive teksten

## Udvalgte opsætninger

### Danmark
Et dansk TV-spil blev udsendt første gang i 1973.
Ghita Nørby spillede Nora og øvrige rolle var besat af Preben Neergaard, Hanne Borchsenius og Ove Sprogøe. Henning Moritzen spillede doktor Rank. Lily Broberg spillede barnepigen og Malene Krogh spillede stuepigen.

### Andre steder
Tekst mangler, hjælp os med at skrive teksten